# Estadio Utama
El Estadio Utama, también llamado Estadio Tuanku Syed Putra, es un estadio multiusos ubicado en la ciudad de Kangar, Malasia, fue inaugurado en 1995 y posee una capacidad para 20 000 espectadores, es utilizado de preferencia para la práctica del fútbol y atletismo.
Fue una de las seis sedes en que se disputó la Copa Mundial de Fútbol Juvenil de 1997 en donde albergó siete partidos del torneo. En 2014 fue la sede principal de los Juegos deportivos de Malasia (Sukma Games).
En el estadio actualmente disputa sus partidos el club Perlis FA que disputa la Superliga de Malasia.